# Naukati Bay (Alasca)
Naukati Bay é uma Região censo-designada localizada no estado americano de Alasca, no Prince of Wales-Outer Ketchikan Census Area.

## Demografia
Segundo o censo americano de 2000, a sua população era de 135 habitantes.

## Geografia
De acordo com o United States Census Bureau, a localidade tem uma área de 13,0 km², dos quais 12,4 km² cobertos por terra e 0,6 km² cobertos por água.

## Localidades na vizinhança
O diagrama seguinte representa as localidades num raio de 48 km ao redor de Naukati Bay.